# Pat LaFontaine
Patrick Michael LaFontaine (22 de febrero de 1965) es un jugador de hockey sobre hielo quién jugó en la Liga de Hockey Nacional (NHL) y realizó su carrera entera jugando en la Liga Estatal de Nueva York.
LaFontaine jugó para Nueva York Islanders desde 1983 hasta 1991,  para los Buffalo Sabres desde 1991 hasta que 1997 y Nueva York Rangers desde 1997 hasta su retiro en 1998, puntuando 468 goles y 1,013 puntos a lo largo de su carrera, la cual finalizó por una contusión cerebral. Sus 1.17 puntos por juego (1,013 puntos encima 865 juegos) es el mejor entre jugadores estadounidenses de hockey sobre hielo nacidos, activos o en retiró. En 2017 Lafontaine estuvo nombrado uno del 100 más Grande jugadores de la NHL en historia. LaFontaine Sirvió como un ejecutivo de los Buffalo Sabres hasta marzo de 2014.